# Trypetisoma confusum
Trypetisoma confusum är en tvåvingeart som först beskrevs av Malloch 1940.  Trypetisoma confusum ingår i släktet Trypetisoma och familjen lövflugor. Inga underarter finns listade i Catalogue of Life.